# Pasajul Unirii
Pasajul Unirii din București este un pasaj rutier subteran, cu o lungime de 900 de metri, dintre care 600 de metri sunt acoperiți. 
Acesta permite circulația autovehiculelor pe sub Piața Unirii, preluând cele patru benzi centrale ale Bulevardului I.C. Brătianu și făcând legătura cu Bulevardul Dimitrie Cantemir, spre sud.
La 6 iunie 1987, ziarele vremii anunțau o nouă realizare a socialismului: inaugurarea Pasajului Piața Unirii, la numai 34 de zile de la începerea lucrărilor de construcție. Dincolo de propaganda specifică perioadei, lucrarea a fost, într-adevăr, finalizată într-un timp-record, chiar dacă operațiunile pregătitoare construcției propriu-zise începuseră cu mai multe luni înainte, astfel că întreaga lucrare a durat 6 luni.
În 29 iunie 2009 Pasajul Unirii a intrat în renovare pentru o perioadă de aproximativ patru luni. Renovarea pasajului a presupus intervenții de consolidare a structurii, precum și amenajări conform standardelor europene. În acest timp, circulația s-a desfășurat pe un singur sens în timpul zilei, iar noaptea pasajul a fost închis circulației publice. Pasajul a fost redat circulației la 14 septembrie 2009, înainte de data limită din contract.
O nouă renovare a pasajului s-a efectuat în anul 2022. Aceasta a micșorat regimul de înălțime al pasajului, la aproximativ 3,70 m, și înălțimea porților de prevenire a accidentelor, la 3,5 m. Atât la exterior, cât și la interior, s-au aplicat panouri metalice cu diferite decorațiuni. Modificarea parametrilor inițiali ai pasajului și semnalizarea necorespunzătoare a acestor modificări, au dus la un număr mare de accidente rutiere, într-un interval de timp relativ scurt, unul dintre acestea soldându-se și cu o persoană decedată.